# 잠비아의 코로나19 범유행
다음은 잠비아의 코로나19 범유행 현황에 대한 설명이다.
COVID-19 전염병은 2020년 3월 잠비아에 도달한 것으로 확인되었다.

## 배경
세계보건기구(WHO)는 12일 2019년 12월 31일 처음 WHO의 주목을 받았던 중화인민공화국 후베이성 우한시의 한 집단에서 신종 코로나바이러스가 호흡기 질환의 원인임을 확인했다. 이 군단은 처음에 우한화난수산물도매시장과 연결되어 있었다. 그러나 실험실 확정 결과가 나온 그 첫 사례들 중 일부는 시장과 연관성이 없었고, 전염병의 근원은 알려져 있지 않다.
2003년 사스와 달리 COVID-19의 경우 치명률은 훨씬 낮았지만, 총 사망자 수가 상당할 정도로 감염 경로는 훨씬 더 컸다. COVID-19는 전형적으로 약 7일 정도의 독감과 유사한 증상을 보이며, 그 후 일부 사람들은 병원에 입원해야 하는 바이러스성 폐렴의 증상으로 발전한다. 3월 19일부터 COVID-19는 더 이상 "높은 결과 감염병"으로 분류되지 않았다.

## 연혁

### 3월
3월 17일 기준으로, 정부는 모든 교육기관을 폐쇄하고 외국 여행에 대한 일부 규제를 시행하고 있다. 잠비아는 3월 18일 첫 2건의 COVID-19 사례를 보고했다. 환자들은 휴일에 프랑스로 여행을 간 부부였다. 3월 22일 세 번째 사건이 기록되었다. 그 환자는 파키스탄으로 여행을 간 사람이었다. 3월 25일, 에드거 룽구 대통령은 생방송 국민 연설에서 총 12건을 확정했다.

### 4월
잠비아는 4월 2일에 첫 사망을 기록했다.

## 권위주의
잠비아 정부는 독재정권 증대의 은폐물로 대유행을 이용, 민주주의 기관을 약화시키는 잠비아(수정) 법안의 헌법 부결을 막기 위해 의회를 정지시키고, 정부의 COVID-19 광고를 무료로 운영하는 것을 거절했다는 이유로 주요 민영 텔레비전 방송국을 폐쇄할 것이다.

## 같이 보기
- 아프리카의 코로나19 범유행
- 나라별 코로나19 범유행
- 코로나19 경기후퇴